# Assalto al Campidoglio degli Stati Uniti d'America del 2021
L'assalto al Campidoglio degli Stati Uniti è stato un tentativo di insurrezione attuato a Washington il 6 gennaio 2021, dopo il discorso di Donald Trump ai suoi sostenitori, con il quale il Presidente uscente ha contestato il risultato delle elezioni presidenziali del 2020 che lo avevano visto sconfitto.
Dopo tale discorso i sostenitori di Trump hanno assaltato il palazzo del Campidoglio, sede del Congresso degli Stati Uniti, per sostenere la richiesta di Trump al vicepresidente Mike Pence e al Congresso di rifiutare la proclamazione di Joe Biden a 46º Presidente.
Alcune fonti hanno etichettato l'assalto e l'occupazione del Campidoglio statunitense come un tentativo di colpo di Stato.

## Eventi
Migliaia di partecipanti si sono riuniti in Freedom Plaza martedì 5 gennaio 2021, prima delle proteste previste per la settimana. Martedì sera e fino a mercoledì mattina, almeno dieci persone sono state arrestate, con l'accusa di possesso di armi.

### La "Save America March" in Washington D.C.
La "Save America March" ("Marcia per salvare l'America") è stata una delle manifestazioni a favore di Donald Trump, organizzata il 6 gennaio 2021 presso l'Ellipse a Washington, a cui hanno partecipato migliaia di persone. In questa giornata era prevista la conferma dell'elezione di Joe Biden dal Congresso.
La mattina del 6 gennaio, i manifestanti circondarono il Monumento a Washington per radunarsi e diverse persone hanno tenuto discorsi nel parco, tra cui il consigliere e avvocato di Trump Rudolph Giuliani. L'ex sindaco di New York si rivolse alla folla, ripetendo teorie del complotto secondo cui le macchine per il voto utilizzate nelle elezioni erano "storte" e chiedendo una "prova (di valore) tramite combattimento". Anche il deputato Mo Brooks e Madison Cawthorn sono intervenuti alla manifestazione.
Trump ha tenuto un discorso da dietro una barriera di vetro, dichiarando che non avrebbe mai concesso la vittoria a Biden, criticando i media e chiedendo a Mike Pence di ribaltare i risultati elettorali, cosa che non rientra nel potere costituzionale del vicepresidente. Trump ha esortato i suoi sostenitori a marciare pacificamente verso il Campidoglio, dove si riunisce il Congresso:
conti solo gli elettori che sono stati nominati legalmente. So che ognuno di voi presto marcerà sul Campidoglio per far sì che oggi la vostra voce, pacificamente e patriotticamente, venga ascoltata.
[...] Combattete. Combattiamo come dannati. E se non combatterete come dannati, per voi non vi sarà più un paese. [...] Cammineremo lungo Pennsylvania Avenue – adoro Pennsylvania Avenue – e andremo al Campidoglio e proveremo a dare [ai Repubblicani] [...] il genere d'orgoglio e ardore di cui hanno bisogno per riprendersi il nostro paese.»
(Donald Trump)
Durante la manifestazione sono intervenuti anche i figli Donald Trump Jr. ed Eric Trump, attaccando verbalmente i membri del Congresso e i senatori repubblicani che non sostenevano lo sforzo di sfidare il voto del Collegio elettorale, promettendo di fare campagna contro di loro nelle prossime elezioni primarie.

### Inizio della rivolta

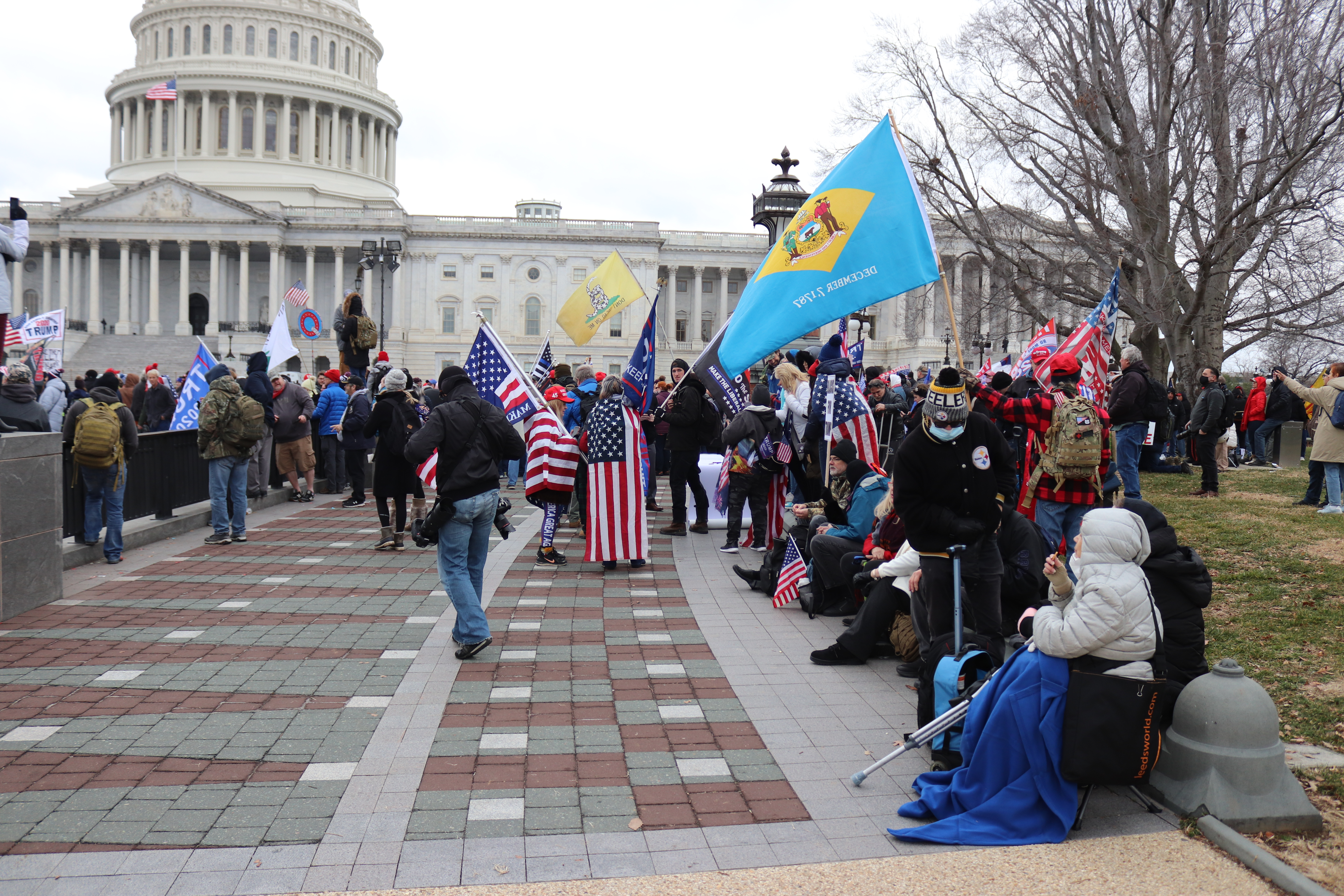
Proteste dei manifestanti pro-Trump davanti al Campidoglio il 5 gennaio 2021

La programmata manifestazione è culminata in una rivolta, in cui il Campidoglio degli Stati Uniti è stato preso d'assalto e invaso dai sostenitori di Trump. Verso le 13:00, ora locale, centinaia di partecipanti alla "Save America March" hanno lasciato l'evento per avanzare verso l'edificio del Campidoglio. Alcuni sono arrivati sul luogo a seguito di alcuni post pubblicati sui social di destra pro-Trump, tra cui Gab e Parler, che contenevano richieste di azioni violente nei confronti del Congresso. Gruppi di estrema destra come i complottisti di QAnon, l'esercito di Groyper e i Proud Boys hanno partecipato alla rivolta.
La folla è diventata violenta subito dopo le 14:00 e verso le 14:15, orario d'arrivo di altri manifestanti, le barricate attorno al perimetro dei terreni, presidiate dalla polizia, furono violate. La sicurezza del Campidoglio consigliò ai membri del Congresso di mettersi al riparo. Quando i rivoltosi iniziarono ad assaltare la struttura governativa e altri edifici adiacenti, alcuni furono evacuati e bloccati, ma i rivoltosi oltrepassarono i controlli di sicurezza entrando nel Campidoglio, inclusa la National Statuary Hall. Al momento dell'interruzione, la sessione congiunta del Congresso stava votando per accettare i voti elettorali dall'Alabama (9) e dall'Alaska (3). La sessione congiunta si è quindi divisa in modo che ciascuna camera potesse discutere separatamente e quindi votare un'obiezione all'accettazione dei risultati certificati della lista degli elettori dell'Arizona sollevata dal rappresentante Paul Gosar e firmata dal senatore Ted Cruz del Texas.
Dopo aver violato il perimetro di sicurezza, la maggior parte dei rivoltosi è semplicemente entrata a piedi nel Campidoglio, altri hanno usato funi e scale improvvisate, rotto le finestre e spruzzato agenti chimici sugli agenti. Alcuni dei rivoltosi erano in possesso di bandiere confederate, emblemi nazisti, e indossavano indumenti antisommossa come elmetti e giubbotti e tenute militari. Fuori dall'edificio la folla si è scagliata contro la polizia, forando le ruote di un veicolo e lasciando un biglietto con scritto "PELOSI IS SATAN" sul parabrezza.
Successivamente gli edifici sono stati bloccati, senza permettere l'ingresso o l'uscita delle persone. Chi era all'interno dell'edificio prima dell'irruzione della folla ha avuto l'obbligo di trasferirsi negli uffici e chiudere a chiave porte e finestre; a coloro che erano fuori fu consigliato di "cercare riparo". Intorno alle 14:15, un ufficiale di polizia armato è entrato nella camera del Senato durante la discussione per il collegio elettorale riguardo all'Arizona e si è posizionato di fronte all'ingresso posteriore. La senatrice Kyrsten Sinema terminò la sua difesa prima che il Senato venisse ritirato alle 14:20 e la camera chiusa. Qualche istante dopo, il vicepresidente Mike Pence è stato scortato fuori dai servizi segreti e dall'esterno si sono sentiti dei colpi mentre le persone tentavano di aprire le porte e altri stavano salendo lungo le scale dell'edificio. In quel momento un poliziotto, Eugene Goodman, inseguito da alcuni manifestanti fino al secondo piano, riuscì a distrarre la folla facendo in modo che continuasse a inseguirlo lungo la scala sviandoli così dalla stanza in cui i senatori si erano rifugiati, evitando in questo modo conseguenze ben più gravi.
Alle 14:24 Donald Trump ha twittato che il vicepresidente Pence "non ha avuto il coraggio di fare quello che avrebbe dovuto essere fatto". Il messaggio ha scatenato l'invio di dozzine di risposte dai sostenitori di estrema destra, le quali chiedevano che il vicepresidente venisse cacciato. All'interno del Campidoglio la folla chiedeva dov'era Pence. Alle 14:25 un agente in borghese spara un singolo colpo in direzione di Ashley Babbitt, una partecipante all'assalto, mentre la stessa stava cercando di scavalcare una finestra, rotta in precedenza, a lato dell'ingresso che portava in un corridoio comunicante con l'aula della Casa dei Rappresentanti. Babbitt ricade indietro e crolla a terra, morendo poco dopo. Alle 14:30, la camera del Senato è stata evacuata e dopo l'evacuazione la folla ha preso brevemente il controllo della camera, con alcuni in posa con i pugni alzati.

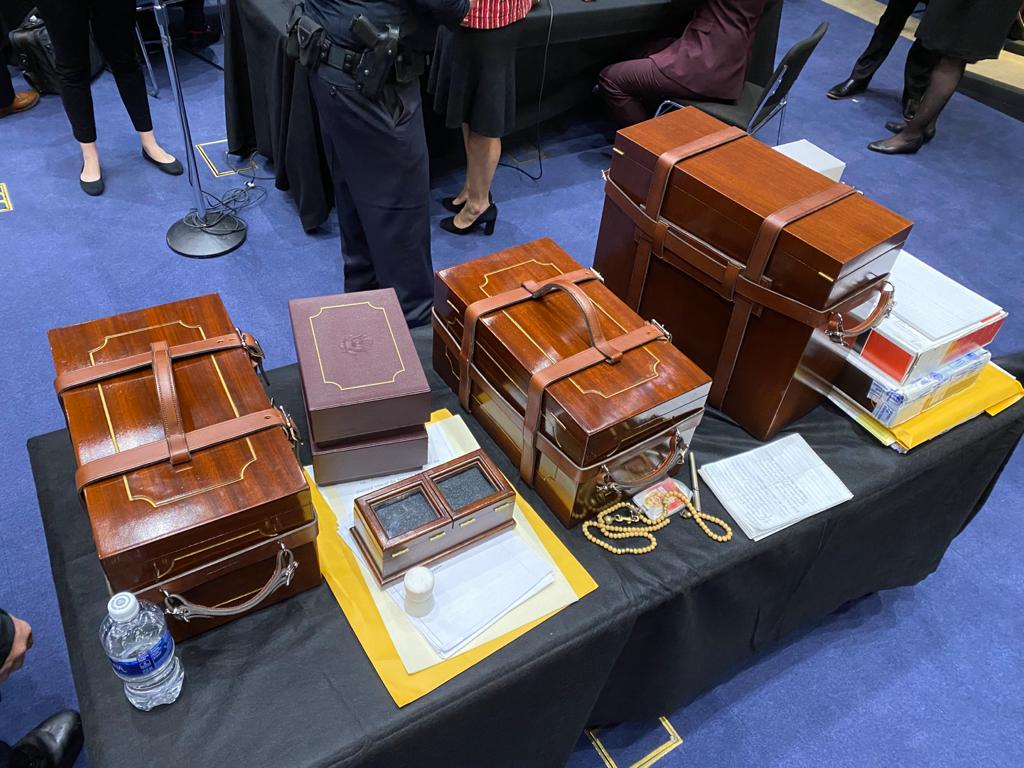
Le scatole elettorali contenenti i voti certificati

Ai membri del Congresso all'interno della Camera è stato detto di indossare maschere antigas dopo che le forze dell'ordine hanno iniziato a usare gas lacrimogeni contro la folla. Il personale ha messo in sicurezza le scatole contenenti i certificati di voto elettorale sigillati per evitare che fossero danneggiati. ABC News ha riferito che alcuni colpi sono stati sparati all'interno del Campidoglio, confermando così la presenza di armi da fuoco all'interno della struttura.

#### I danni causati
I rivoltosi hanno causato ingenti danni. Le loro foto sui social hanno mostrato attività criminali come furto e vandalismo. Molteplici manifestanti si sono anche documentati mentre occupavano la struttura e alcuni hanno preso d'assalto gli uffici del presidente della Camera Nancy Pelosi, capovolgendo tavoli e strappando delle foto dai muri, e l'ufficio del parlamentare del Senato, saccheggiandolo. Gli agenti di polizia hanno riferito che l'edificio era stato "distrutto": le finestre di vetro sono state distrutte in tutto l'edificio, lasciando il pavimento disseminato di vetri e detriti. Le apparecchiature di registrazione e di trasmissione dell'Associated Press, presenti fuori dal Campidoglio per documentare l'accaduto, sono state distrutte dopo aver cacciato via i giornalisti.
Il bilancio finale è stato di cinque morti: un poliziotto e quattro manifestanti.
Almeno sei legislatori statali repubblicani, tra cui il delegato della Virginia Occidentale Derrick Evans, il rappresentante del Tennessee Terri Lynn Weaver, il senatore dello stato della Virginia Amanda Chase, il rappresentante dello stato del Missouri Justin Hill, il senatore dello stato della Pennsylvania Doug Mastriano e il rappresentante dello stato del Michigan Matt Maddock, erano presenti durante l'insurrezione e le attività criminali. Il rappresentante Weaver ha affermato di essere stato presente durante le azioni e il delegato Evans si è filmato mentre entrava nel Campidoglio insieme ai rivoltosi. A tutti è stata negata la partecipazione ad atti di violenza, ma successivamente ad Evans è stato accusato dalle autorità federali di entrare in un'area riservata.

### La risposta della sicurezza
Il personale di sicurezza ha estratto le armi all'interno della Camera dei Rappresentanti e le ha indirizzate verso le porte della camera, che erano barricate con mobili. Uno scontro armato ha avuto luogo alle porte della Camera. Una donna che faceva parte dei manifestanti è stata colpita dalle forze dell'ordine all'interno del Campidoglio, per poi in seguito morire a causa delle ferite riportate. Le forze di sicurezza hanno riferito che sono stati rinvenuti un ordigno esplosivo improvvisato sul terreno del Campidoglio, e altri due nelle vicinanze in un edificio contenente gli uffici del Comitato Nazionale Repubblicano e presso la sede del Comitato Nazionale Democratico.

### Ordigni esplosivi e incendiari improvvisati

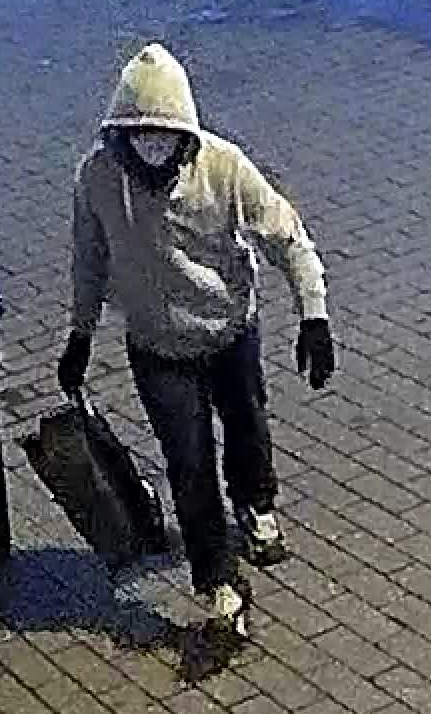
Foto della telecamera di sicurezza del sospetto dietro il tentato attentato

Sono stati trovati ordigni esplosivi improvvisati in diverse località. Un dispositivo sospettato di essere un tubo bomba è stato scoperto adiacente a un edificio contenente gli uffici del Comitato nazionale repubblicano (RNC). Una ricerca effettuata nell'area della prima bomba ha permesso di ritrovare, sotto un cespuglio presso la sede del Comitato Nazionale Democratico (DNC), un altro tubo bomba. Si credeva che i dispositivi fossero stati piantati prima delle rivolte. Le due bombe sono state fatte esplodere in modo sicuro dagli artificieri e la polizia ha successivamente affermato che erano potenzialmente "pericolose" e avrebbero potuto causare "gravi danni". L'FBI ha distribuito una foto della persona che, secondo loro, ha piantato i dispositivi e ha emesso una ricompensa fino a 50 000 $ per delle informazioni. Un'altra sospetta bomba a tubo è stata trovata sul terreno del complesso del Campidoglio.
Nelle vicinanze delle sedi dei comitati è stato trovato anche un veicolo contenente un fucile semiautomatico e una borsa termica piena di undici bottiglie molotov. Lonnie Coffman, che aveva portato il fucile e le molotov, è stato arrestato ed è stato scoperto in possesso di tre pistole.

### La risposta delle forze dell'ordine
Intorno alle 14:31 del pomeriggio il sindaco di Washington Muriel Bowser ha ordinato il coprifuoco alle 18:00. Il governatore della Virginia Ralph Northam ha emesso un coprifuoco per la vicina cittadina di Alexandria e per la contea di Arlington nella Virginia del Nord.
Northam ha inviato membri della Virginia National Guard e 200 Virginia State Troopers per supportare le forze dell'ordine di Washington. Il governatore del Maryland Larry Hogan ha anche annunciato che avrebbe inviato la Polizia del suo stato e la Guardia Nazionale. Le richieste di Hogan e del sindaco Bowser di autorizzare il dispiegamento delle truppe della Guardia Nazionale al Campidoglio sono state inizialmente negate in più casi: i funzionari del Pentagono hanno limitato il dispiegamento delle truppe, le munizioni e l'equipaggiamento antisommossa. Le truppe sono state inoltre istruite a impegnarsi con i manifestanti solo in situazioni di autodifesa, senza poter condividere attrezzature con la polizia locale o utilizzare attrezzature di sorveglianza senza la conferma del Segretario alla Difesa ad interim Christopher C. Miller. Il segretario dell'esercito Ryan McCarthy e Miller hanno deciso di schierare 1 100 membri della Guardia Nazionale di Washington per reprimere la violenza. Intorno alle 15:45 il Segretario alla Difesa Miller ha parlato con il vicepresidente Pence, Pelosi, McConnell e Schumer per aggiungere alle forze dell'ordine presenti sul luogo dei rinforzi. L'ordine di inviare la Guardia Nazionale, a cui Trump inizialmente si è opposto, è stato approvato dal vicepresidente Pence.

Ci sono volute più di tre ore per riprendere il controllo del Campidoglio, usando equipaggiamento antisommossa, scudi e manganelli. I servizi di sicurezza del Campidoglio sono stati assistiti dalla polizia metropolitana. Granate fumogene sono state schierate sul lato del Senato dalla polizia per allontanare i rivoltosi. Il capo della polizia del Campidoglio, Steven Sund, ha detto che la lenta risposta dei suoi ufficiali ai disordini è dovuta al fatto che sono preoccupati per gli ordigni esplosivi improvvisati. Gli agenti dell'FBI e del Dipartimento per la sicurezza interna che indossavano indumenti antisommossa sono entrati nell'edificio degli uffici del Senato di Dirksen intorno alle 16:30.

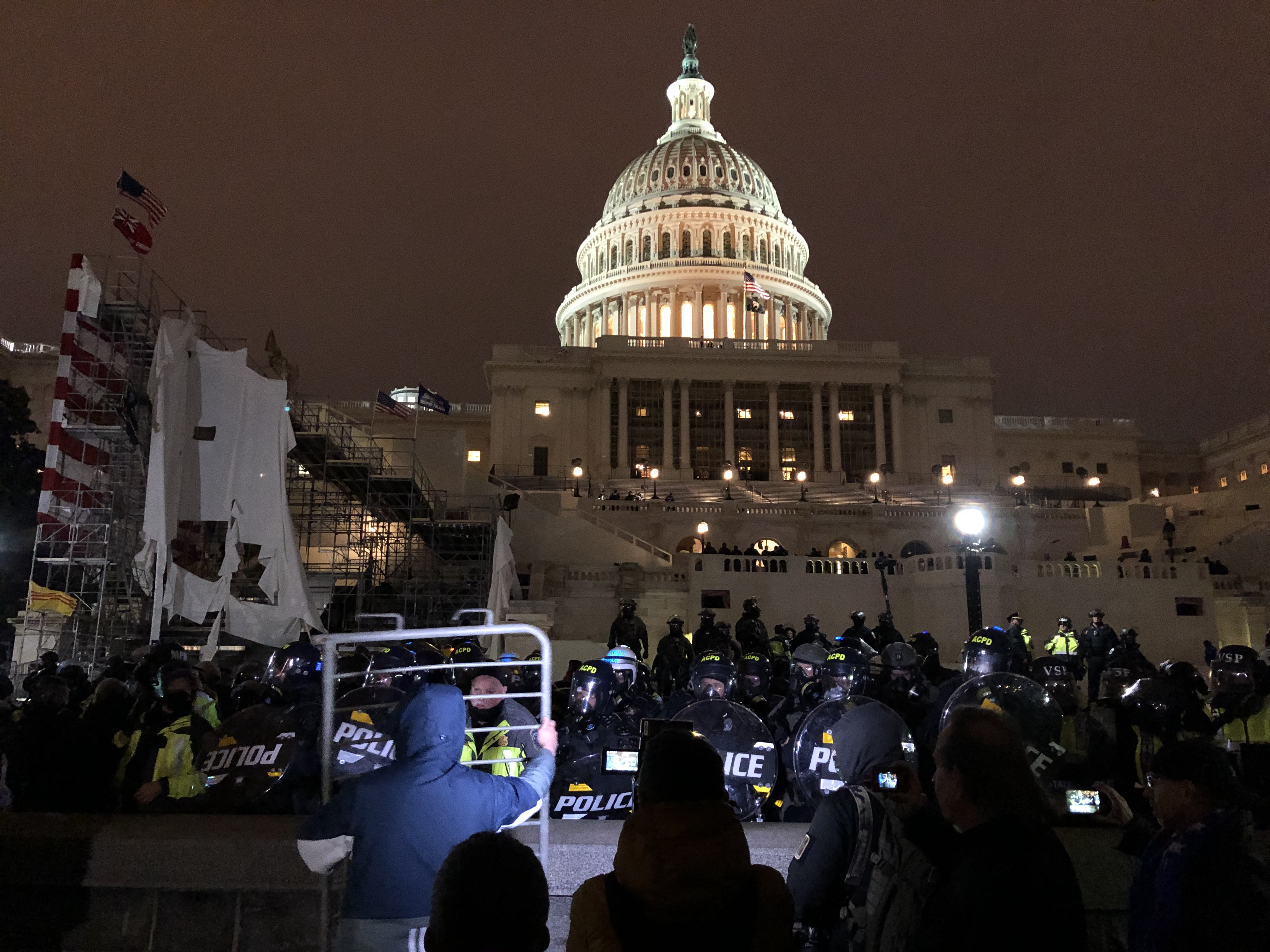
Polizia antisommossa e manifestanti fuori dal Campidoglio la sera del 6 gennaio

Il governatore del New Jersey Phil Murphy ha annunciato alle 16:57 che elementi della Polizia di Stato del New Jersey venivano dispiegati nel Distretto di Columbia su richiesta dei funzionari e che la Guardia Nazionale del New Jersey era preparata per il dispiegamento. Poco prima delle 17:00 i leader del Congresso sarebbero stati evacuati dal complesso del Campidoglio a Fort McNair, una vicina base dell'esercito. Verso le 17:40 è stato annunciato che il Campidoglio era stato messo in sicurezza.
Mentre la polizia continuava a cercare di allontanare i rivoltosi, le proteste sono continuate e alcuni si sono spostati fuori dall'area di Capitol Hill. Infatti i rivoltosi si sono dispiegati lungo le strade e sono stati segnalati alcuni attacchi verbali e fisici ai giornalisti, con aggressori che denigrano i media in quanto forniscono "notizie false". Entro le 18:08 la polizia aveva arrestato almeno tredici persone e sequestrato cinque armi da fuoco. Sebbene il sindaco Bowser avesse ordinato il coprifuoco, i rivoltosi lo hanno ignorato e centinaia di manifestanti pro-Trump sono rimasti nell'area di Capitol Hill.
Durante la notte 2 700 truppe della Guardia Nazionale di Washington DC e 650 truppe di quella della Virginia sarebbero state inviate in città. Il governatore di New York Andrew Cuomo ha inviato un migliaio di membri della Guardia Nazionale di New York, oltre alle risorse promesse da altri stati. Durante la notte il sindaco Bowser ha emesso un'ordinanza che proroga di 15 giorni lo stato di emergenza pubblica a Washington, scrivendo nell'ordinanza che si aspettava che alcune persone "continuassero le loro violente proteste fino all'insediamento presidenziale di Joe Biden". Il 7 gennaio il Segretario dell'Esercito Ryan D. McCarthy annunciò che sarebbe stata costruita una recinzione intorno al Campidoglio e che sarebbe rimasta in posizione per almeno 30 giorni: la costruzione della recinzione è iniziata lo stesso giorno. Il segretario ha anche affermato che le truppe della Guardia Nazionale del New Jersey sarebbero state mobilitate, così come le truppe della Guardia Nazionale del Delaware, di New York e della Pennsylvania.

### Completamento del conteggio dei voti elettorali
Il Congresso si è riunito nuovamente dopo che il Campidoglio è stato sgombrato dai rivoltosi, con il Senato che riprese a discutere sui voti dell'Arizona. Alle 21:58 il Senato ha respinto l'obiezione 93-6, con solo sei repubblicani che hanno votato a favore: Ted Cruz, Josh Hawley, Cindy Hyde-Smith, John Neely Kennedy, Roger Marshall e Tommy Tuberville. Alle 23:08 anche la Camera dei Rappresentanti ha respinto la mozione con un margine di 303 favorevoli contro 121. Tutti i "sì" provenivano dai repubblicani mentre i "contrari" provenivano da 83 repubblicani e 220 democratici.
Un'altra obiezione, questa volta all'accettazione dei risultati certificati degli elettori della Pennsylvania, è stata sollevata da Josh Hawley e dal rappresentante repubblicano Scott Perry della Pennsylvania, innescando un'altra divisione di due ore nella sessione congiunta per discutere dell'obiezione. Alle 00:30 EST del 7 gennaio, il Senato ha respinto anche questa obiezione con un voto di 92 favorevoli e 7 contrari: stavolta Cynthia Lummis e Rick Scott hanno votato a favore, mentre John Neely Kennedy ha votato contro. Alle 3:08 la Camera dei Rappresentanti ha analogamente respinto la mozione di sostenere l'obiezione con un margine di 282-138. Ancora una volta, tutti i voti a favore erano repubblicani, mentre questa volta solo 64 repubblicani e 218 democratici hanno votato contro.
Alle 3:41 EST è stato approvato il risultato del voto del Collegio Elettorale, i 306 voti di Biden contro i 232 di Trump: Mike Pence ha dichiarato che Biden e Harris sarebbero entrati in carica il 20 gennaio.

## Reazioni

### Donald Trump

#### Azioni durante la rivolta
(Discorso di Donald Trump)
Trump, che aveva trascorso le settimane precedenti a promuovere il raduno, inizialmente si dichiarò "soddisfatto" quando i suoi sostenitori fecero breccia nel Campidoglio. Il senatore repubblicano Ben Sasse dichiarò di aver saputo della "felicità" di Trump nel sentire che i rivoltosi stavano entrando nel Campidoglio. Poco dopo le 14:00, mentre la rivolta era in corso e dopo che i senatori erano stati evacuati dall'aula del Senato, Trump ha chiamato i senatori repubblicani (prima Mike Lee dello Stato dello Utah, poi Tommy Tuberville dell'Alabama), chiedendo loro di fare ulteriori obiezioni al conteggio.
Alle 14:47, ora dello scontro tra rivoltosi e polizia, Trump ha twittato: "Per favore, sostieni la nostra polizia del Campidoglio e le forze dell'ordine. Sono davvero dalla parte del nostro Paese. Stai tranquillo!". Verso le 15:10 vennero fatte delle pressioni su Trump perché condannasse i sostenitori coinvolti nelle rivolte; l'ex direttore delle comunicazioni di Trump, Alyssa Farah, lo ha invitato a "Condannare questo ora" e ha scritto "sei l'unico che ascolteranno". Alle 15:25 Trump ha twittato "Chiedo a tutte le persone presenti al Campidoglio degli Stati Uniti di rimanere pacifici. Nessuna violenza! Ricorda, NOI siamo il Partito della Legge e dell'Ordine - rispetta la Legge e i nostri grandi uomini e donne in blu" senza però invitare la folla a cessare l'assalto.
Alle 15:40 un certo numero di repubblicani del Congresso ha invitato Trump a condannare più specificamente la violenza e invitare i suoi sostenitori a porre fine all'occupazione: il leader della minoranza della Camera Kevin McCarthy ha detto di aver parlato telefonicamente con Trump per chiedergli di lanciare un invito alla calma; Il senatore Marco Rubio ha pubblicato un tweet dicendo a Trump che "è fondamentale che tu aiuti a ristabilire l'ordine inviando risorse per assistere la polizia e chiedere a coloro che lo fanno di dimettersi". Altri politici hanno chiesto a Trump di chiedere che la situazione si calmasse, come il rappresentante Mike Gallagher, che in un videomessaggio, ha invitato Trump ad annullare la rivolta. A differenza di Trump, Mike Pence ha chiesto immediatamente che l'occupazione del Campidoglio cessasse.
Entro le 15:50 la portavoce della Casa Bianca Kayleigh McEnany ha detto che la Guardia Nazionale e "altri servizi di protezione federali" erano stati schierati per cessare la rivolta. Alle 16:22 Trump pubblica un video messaggio sui social, successivamente rimosso da Twitter per violazioni delle policy del sito, Facebook e YouTube. Nel video Trump ha espresso un elogio ai suoi sostenitori, riconfermando la sua idea del broglio elettorale: "Questa è stata un'elezione fraudolenta, ma non possiamo giocare nelle mani di queste persone. Dobbiamo avere pace. Quindi andate a casa. Vi vogliamo bene. Siete molto speciali. Avete visto cosa succede. Vedete il modo in cui vengono trattati gli altri che sono così cattivi e così cattivi. So come vi sentite. Ma andate a casa e tornate a casa in pace.".
Alle 18:25 Trump ha nuovamente twittato, scrivendo: "Queste sono le cose e gli eventi che accadono quando una sacra vittoria elettorale schiacciante viene spogliata così senza cerimonie e brutalmente dai grandi patrioti che sono stati trattati male e ingiustamente per così tanto tempo", invitando nuovamente le persone a tornare a casa: "Andate a casa con amore e in pace. Ricordate questo giorno per sempre!"
Alle 19 l'avvocato di Trump ed ex sindaco di New York Rudy Giuliani ha fatto una seconda chiamata al numero di Mike Lee e ha lasciato un messaggio vocale destinato a Tommy Tuberville esortandolo a fare più obiezioni alle votazioni elettorali come parte di un tentativo "per cercare solo di rallentare" la ripresa della discussione riguardo ai voti dell'Arizona. Giuliani ha detto: "So che si riuniranno alle 8 di stasera, ma l'unica strategia che possiamo seguire è opporci a numerosi stati e sollevare problemi in modo da entrare nel domani, idealmente fino alla fine di domani."

#### Azioni successive
Poco dopo che il Congresso riprese le sue attività e che certificasse la vittoria e la conferma di Joe Biden come 46º presidente, Dan Scavino, il portavoce di Trump, ha rilasciato una dichiarazione dello stesso Trump: "Anche se sono totalmente in disaccordo con l'esito delle elezioni, e i fatti mi confermano, tuttavia ci sarà una transizione ordinata il 20 gennaio. Ho sempre detto che avremmo continuato la nostra lotta per garantire che venissero conteggiati solo i voti legali. Anche se questo rappresenta la fine del più grande primo mandato nella storia presidenziale, è solo l'inizio della nostra lotta per rendere l'America di nuovo grande!"
Il 7 gennaio Trump ha rilasciato un video in cui condannava le violenze, affermando che verrà inaugurata una nuova amministrazione, che è stata ampiamente vista come una concessione, e che il suo "obiettivo ora si rivolge a garantire una transizione del potere regolare, ordinata e senza soluzione di continuità", riferendosi al governo Biden. Kayleigh McEnany ha tentato di prendere le distanze dall'amministrazione e dal comportamento dei rivoltosi in una dichiarazione televisiva all'inizio della giornata.
In seguito anche Facebook ha bloccato il suo account per due settimane.

### Mike Pence
Mike Pence, vice di Trump, in un tweet pubblicato alle 15:35 del 6 gennaio, ha condannato la rivolta, sottolineando che i trasgressori saranno puniti. Dopo la ripresa dell'attività del Senato, Pence disse che nonostante la giornata buia, i rivoltosi non sono riusciti a vincere, perché la violenza non vince mai. Alcuni aiutanti vicini a Pence hanno ipotizzato che il vicepresidente fosse stato tradito da Trump, Rudy Giuliani e il capo dello staff di Trump Mark Meadows, facendo passare Pence come un "capro espiatorio" visto che Trump non voleva ammettere la sconfitta elettorale.

### Joe Biden e Kamala Harris
Il 6 gennaio alle 16:06 il presidente eletto Joe Biden si è rivolto alla nazione in diretta tv dal suo quartier generale a Wilmington, nel Delaware, definendo gli eventi un'insurrezione e una sedizione limite, e ha affermato che la democrazia americana ha subito un attacco mai visto prima. Parlando alla nazione circa 20 minuti prima di Trump, Biden ha invitato il presidente uscente ad andare in onda sulla televisione nazionale e chiedere la fine delle proteste. Pochi minuti dopo, la vicepresidente eletta Kamala Harris ha ribadito su Twitter i commenti di Biden. Il giorno seguente Biden ha detto che l'attacco costituisce un'azione di terrorismo interno.